# Piper cerronianum
Piper cerronianum är en pepparväxtart som beskrevs av J.A. Steyermark. Piper cerronianum ingår i släktet Piper och familjen pepparväxter. Inga underarter finns listade i Catalogue of Life.